# Orde de Sant Agustí
L'Orde de Sant Agustí (en llatí Ordo Sancti Augustini) és un orde religiós mendicant de l'Església Catòlica fundada pel papa Innocenci IV el segle xiii (1244), per la necessitat d'unificar una sèrie de comunitats de monjos a la Toscana (Itàlia) que seguien les directrius conegudes com la Regla de Sant Agustí, que és un extracte de les cartes i sermons de sant Agustí d'Hipona (mort el 430).

## Història

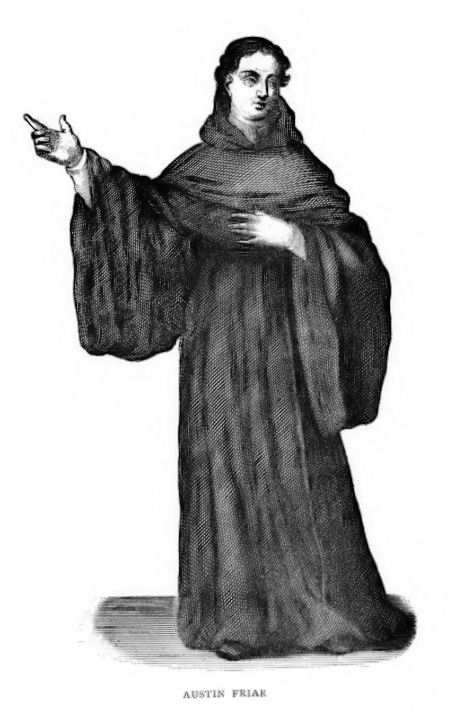
Hàbit agustinià (Londres, 1904)

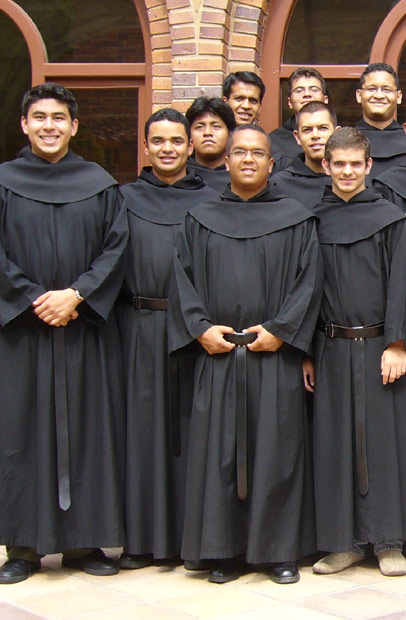
Novicis agustins a Marcilla (Navarra) en 2007

L'Orde de Sant Agustí va ser coneguda en els primers temps com a Orde dels Ermitans de Sant Agustí o Eremites de Sant Agustí. Avui, però, són coneguts com a frares agustins o agustinians. És un orde mendicant. Els seus membres són anomenats agustins i porten un hàbit negre, amb túnica i caputxa llarga, que arriba fins a la cintura, cenyit amb corretja. Posposen al seu nom les sigles O.S.A. o, abans, O.E.S.A. (pel primer nom de l'orde: Ordo Eremitarum Sancti Augustini o Orde dels Eremites de Sant Agustí).
Com a frares, viuen en comunitat i fan la litúrgia de les hores cada dia. Actualment, tot i haver nascut com un orde de vida contemplativa, tenen un paper actiu en la societat, dedicant-se a l'apostolat, l'ensenyament i les missions.
A banda de l'Orde de Sant Agustí, o a partir d'ella, s'han creat altres comunitats i instituts de perfecció que segueixen la Regla de Sant Agustí i comparteixen el carisma amb els agustins: tots plegats formen la família augustiniana.

### Orígens: les comunitats eremítiques de la Toscana
Habitualment, es dona 1256 com a data per a la fundació de l'orde tal com la coneixem, però ha estat discutida, ja que es va tractar d'un procés gradual.
Cap al segle xi havien aparegut, arreu d'Europa, diferents grups de laics i de clergues que havien optat, per a viure millor la seva espiritualitat, per viure en comunitat i renunciar a la propietat de béns. Molts d'aquests grups havien triat la Regla de Sant Agustí com a norma de vida, possiblement perquè era, entre les grans regles, la que millor s'ajustava a aquests objectius i la més simple. Aquest moviment espiritual entroncava amb la reforma gregoriana que es donava llavors. Eren comunitats, generalment, semieremítiques, els membres de les quals eren ermitans perquè vivien aïllats del món, però vivien en comunitats. Com els eremites, hi buscaven una vida dedicada a la pregària i la penitència, allunyada de la societat, però alhora tenien el deure de predicar, fer apostolat i evangelitzar aquesta societat perquè també milloressin la seva manera de viure.
Combinaven, per tant, aspectes de la vida eremítica i la monàstica i feien vida contemplativa i activa, mitjançant l'apostolat i la predicació.

#### Voluntat pontifícia de control dels eremites
Les comunitats eremítiques, petites i nombroses, especialment a la Toscana (les actuals regions italianes de la Toscana, Marques, Emília-Romanya, Umbria i alguns territoris limítrofs; a més, hi havia comunitats que en depenien fora d'aquestes regions, a Ligúria, França, Aragó, etc.), eren, de fet, independents de l'autoritat dels bisbes locals i no coordinaven les seves activitats pastorals. Això provocava una certa confusió, ja que cada comunitat promovia uns ideals diferents i volia reformar la vida eclesiàstica en diferents sentits.
L'Església va voler posar ordre en la situació, tot controlant més aquests grups: havien de demanar un permís de la jerarquia i, per obtenir-lo, complir uns requeriments com ara l'adopció d'algunes pautes de conducta i de govern. Els seus membres, en predicar o ensenyar la doctrina, havien de seguir les directrius de l'Església Catòlica Romana. D'altra banda, Innocenci IV i, després, Alexandre IV buscaven de crear un orde que equilibrés les forces al si de l'Església, llavors dominada pels ordes franciscà i dominic.
Al Concili Laterà IV de 1215 es va plantejar la qüestió de la regularització de les comunitats eremítiques i s'arribà a la conclusió que haurien de constituir una comunitat major, amb capítols que la governessin, que estiguessin sota l'autoritat d'un únic superior i tinguessin unes regles de vida comunitària aprovades per l'autoritat eclesiàstica.
Algunes d'aquestes comunitats veien el mateix problema i havien manifestat a les autoritats la necessitat d'algun tipus de directriu pontifícia en aquest sentit, que millorés la vida comunitària i garantís una coherència en la predicació, mitjançant una millor formació dels seus membres i la mantingués fora dels moviments herètics.

#### La Petita Unió
La iniciativa d'agrupar les comunitats eremítiques toscanes, en 1244, es coneix com a Petita Unió o Unió Menor, per comparació amb la posterior Gran Unió de 1256. De la mateixa manera que entre els eremites toscans, en els altres grups que després formaran la Gran Unió, també es van produir moviments similars d'unió de comunitats que facilitarien el resultat final.
Els superiors de les comunitats toscanes van anar a Lió, on residia llavors el papa: eren Stefano di Cataste, Ugo di Corbaria, Guido di Rosia i Pietro di Lupocavo. Volien demanar al papa, d'acord amb les disposicions del Concili de 1215 i altres documents pontificis, d'unir-se en una sola comunitat sota una regla comuna i un únic prior general.
El 16 de desembre de 1243, la butlla Incumbit Nobis, promulgada per Innocenci IV va acceptar la petició i va convidar les comunitats toscanes a agrupar-se en un únic orde religiós d'acord amb la Regla agustiniana, a seguir juntes una vida en comú regulada per unes constitucions i a elegir un únic prior general.
Una segona butlla, també del 16 de desembre, Preasentium vobis convocava dos delegats de cada comunitat a un capítol general que tindria lloc l'any següent, on el papa seria representat pel cardenal Riccardo Annibaldi. Així, el març de 1244, els diversos ordes eremítics van reunir-se a Roma. S'hi decidí acceptar les propostes d'unió, la regla augustiniana com a regla de vida i un hàbit comú que en distingís els membres i que, quan un ermità no fos a la seva comunitat portés sempre una gaiata, com a signe distintiu de l'orde. Es va confirmar a la butlla Pia desideria del 31 de març.
Aviat van obtenir diversos privilegis pontificis, propis dels ordes mendicants: facultat de predicar i administrar sagraments, exempció de la jurisdicció episcopal (depenien directament de la Santa Seu), exempció d'impostos eclesiàstics, llibertat d'admissió de membres, etc.
Cap al 1255, els ermitans toscans tenien unes seixanta-nou cases, de les quals només quinze n'eren eremitoris.

### La Gran Unió
La Gran Unió, en 1256, és, pròpiament, el moment fundacional de l'Orde de Sant Agustí. Alexandre IV convocà una assemblea general dels membres de la Petita Unió i d'altres comunitats eremítiques per tal que, seguint el model de la toscana, s'agrupessin per formar un orde major, de tipus mendicant "en una única professió i observança regular en l'Orde dels Ermitans de Sant Agustí". Aquestes comunitats podien seguir qualsevol regla (l'agustiniana i la benedictina n'eren les habituals) i totes elles estarien en pla d'igualtat, actuant per consens en la presa de decisions.
El que pot considerar-se el capítol fundacional de l'orde va tenir lloc a Santa Maria del Popolo de Roma a partir de l'1 de març de 1256. Es va parlar sobre les comunitats que s'hi integraven, el grau de pobresa que havien de practicar (algunes comunitats acceptaven la propietat comunal de béns i altres no), el paper que havia de tenir la vida eremítica i el seu equilibri amb la predicació i la vida pastoral i l'hàbit que havien de portar.
A la butlla Licet Ecclesiae catholicae, del 9 d'abril de 1256, Alexandre IV confirmava la unió de les comunitats dels Eremites de la Tuscia (amb unes 79 fundacions), els guillemites (amb regla benedictina i unes 179 cases), els Eremites de Joan el Bo (amb regla agustiniana), els Eremites de Brettino (els bonites i de Brettino, junts, tenien unes 64 cases, i 36 més fora d'Itàlia), els Eremites de Monte Favale (de regla benedictina) i altres congregacions menors. El papa li atorgà els privilegis dels ordes mendicants, esdevenint-ne l'últim dels grans ordes d'aquest tipus.
Es va elegir com a prior general el superior dels bonites, Lanfranc Septala. La unió va prendre el nom d'Orde dels Germans Ermitans de Sant Agustí. El nom recordava l'origen i la tradició eremítica dels membres de la unió: només es va canviar per l'actual d'Orde de Sant Agustí al segle xx, al Concili Vaticà II.

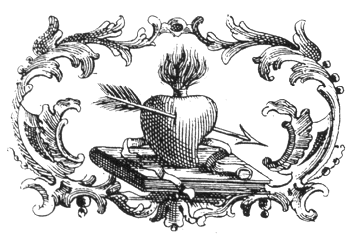
Segell de l'orde, ja amb el cor travessat, a les Constitutiones de Venècia, 1777

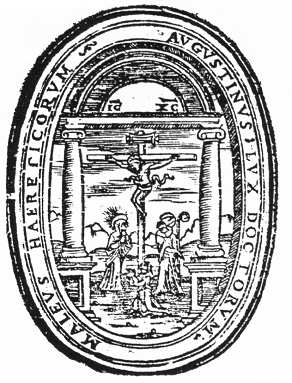
Segell de l'orde usat al (de les Constitutiones de Roma, 1581)

### Expansió i declivi (s. XIII-XIV)
Després de la Unió, l'orde es difongué ràpidament per Itàlia, França, Anglaterra, l'Imperi Germànic i els regnes hispànics i, en general, tot Europa: d'Hongria a Portugal i d'Irlanda a Xipre i Rodes. Organitzats en províncies, el 1329, l'orde ja en tenia 34.
Cap al 1350, coincidint amb la Pesta Negra, l'orde va començar a declinar. En algunes zones, la pesta va acabar amb una tercera part dels membres de l'orde. Després, per tal de facilitar l'ingrés de nous membres, els requeriments van fer-se menys exigents i la regla també, perdent rigor i austeritat per a fer la vida monàstica més atractiva. Això va comportar que baixés el nivell general de l'orde i dels seus membres. El cisma d'Avinyó, que es perllongà fins a 1414, i el desgovern que provocà també van influir negativament en la permissivitat interna de la vida dels ordes religiosos del moment.

### Moviments de reforma, comunitats observants i expansió ultramarina (s. XV-XVIII)
La resposta a aquest clima de decadència espiritual va ser un moviment general de reforma dels ordes religiosos que va néixer al mateix si dels ordes i de l'Església. Determinades comunitats volien retornar a l'esperit fundacional de l'orde, seguint-ne una estricta observança: s'anomenaren, per això, comunitats observants.
Entre els agustins, a més, hi havia el record del passat eremític, molt més auster. Es crearen tendències diferents, entre les quals destacaren els observants, que defenien la renovació de l'orde a partir de la reinterpretació de la regla, i els conventuals, que defenien les pràctiques antigues i el retorn als orígens, gairebé al peu de la lletra.
Es formà així, amb sis monestir alemanys, la 'Congregació Observant de l'Orde de Sant Agustí de Saxònia, en 1438, a la qual va pertànyer Martí Luter, que va voler aplicar els principis de la reforma a la resta de l'Església catòlica.
El nou prior general Girolamo Seripando va posar les bases per a una renovació de la disciplina i la vida espiritual, d'acord amb les directrius que, en el mateix sentit, s'acordaren al Concili de Trento en 1562. A partir de llavors, noves congregacions observants van crear-se, donant origen als agustins recol·lectes (1588, a la Corona de Castella, que cercaven més rigor i una vida més contemplativa) i els agustins descalços (1592, a Nàpols), que, amb el temps, esdevindrien ordes religiosos separats. Els primers van difondre's sobretot pels territoris de la corona espanyola (Espanya, Regne de Portugal, Filipines i Hispanoamèrica, i els segons a la península Itàlica. D'allí van passar a França (1596) i a Bohèmia i a l'Arxiducat d'Àustria.
L'orde va incrementar notablement el nombre de cases i de membres, sobretot per l'expansió en Amèrica i Filipines dels agustins espanyols, majoritàriament de la congregació recol·lecta. Des de Portugal, els agustins van fundar cases a les seves colònies a Àfrica, l'Índia, Sri Lanka, Macau i el Japó. Com que els ordes observants agustins reformats eren coneguts com a descalços, els agustins que no havien seguit la reforma van començar a ser anomenats agustins calçats.
Cap al 1753, l'orde, comptant les congregacions reformades, comptava amb 1.500 convents i 20.000 membres.

### Decadència
La Revolució Francesa i els moviments polítics i anticlericals del segle xix van ser la causa del segon gran declivi de l'orde. El clima anticlerical prerevolucionari ja havia afectat negativament l'ingrés de nous membres als convents: a França, a mitjan segle xviii, n'hi havia cases amb la meitat dels frares que havia tingut un segle abans. En 1773, seixanta-sis cases agustines tancaren a França, per dificultats de manteniment. La confiscació dels béns eclesiàstics i la prohibició dels ordes religiosos van fer que l'orde desaparegués de França el 1789. Simultàniament, els ordes religiosos van ser suprimits a l'Imperi d'Àustria en 1782.
A les províncies filipines i americanes, però, les comunitats van continuar amb les seves tasques habituals. Agustins irlandesos s'establiren als Estats Units en 1796, a l'Índia en 1832 i a Austràlia en 1838. La desamortització de les comunitats monàstiques a Espanya, el 1835, va fer que els agustins es dediquessin prioritàriament a les missions i a l'ensenyament, modificant en part el carisme original.
Cap al 1900, el nombre total d'agustins era de menys de 2.000, el nombre més baix en la seva història.

### 1881-1990 i difusió actual
L'orde aconseguí sobreviure, però, i va anar creixent sobretot en Amèrica, Àfrica i Àsia. La crisi de vocacions a l'Europa de la postguerra va contribuir a aquest canvi. El 1933 va establir-se una casa a Algèria, complint així un antic desig de l'orde, el d'instal·lar-se al lloc on havia nascut sant Agustí d'Hipona. Al final del 2005, l'orde, sense comptar els ordes separats dels agustins recol·lectes i descalços, comptava amb 448 convents i 2.803 frares, 2.088 dels quals són preveres.

## Organització de l'orde
Els eremites agustins, a més de la Regla augustiniana, estan subjectes a constitucions, la primera de les quals va ser redactada per Augustinus Novellus (mort el 1309), prior general de l'orde entre 1298 i 1300, i per Climent d'Osimo. Regla i constitucions van ser aprovades al capítol general de Florència de 1287 i a Ratisbona en 1290. Les constitucions han tingut diverses revisions; les actuals van ser aprovades en 2007.
El govern de l'orde recau en un prior general, elegit cada sis anys pel capítol general. El prior compta amb sis ajudants i un secretari, també elegits pel capítol; tots set formen la Curia Generalitia. Cada província està governada per un provincial, cada commissariat per un comissari general, cada congregació per un vicari general i cada monestir per un prior; els col·legis per un rector.